# 奥列尼亚河
奥列尼亚河（俄語：Река Оленья）或振户川（日语：／）是萨哈林州霍的河流，源起斯米尔内赫区内的鹿山东南，长85公里，流域面积1080平方公里，注入涅夫斯科耶湖；下游河宽50米，深2.5米，流速0.1米每秒。

## 引用
1. ↑  М·Г·瓦西科夫斯基. . 列宁格勒: 气象出版社. 1973 （俄语）.
2. ↑  . 国家水登记处.   [2024-01-02]. （原始内容存档于2024-01-02） （俄语）.